# Zhao Weichang
Zhao Weichang (chinesisch 赵伟昌; * 21. April 1950 in Changchun) ist ein ehemaliger chinesischer Eisschnellläufer.

## Werdegang
Zhao trat international erstmals in der Saison 1971/72 in Erscheinung. Dabei kam er bei der Mehrkampfweltmeisterschaft 1972 in Oslo auf den 26. Platz im Großen Vierkampf und bei der Sprintweltmeisterschaft 1972 in Eskilstuna auf den 24. Rang. In den folgenden Jahren nahm er an vier Mehrkampfweltmeisterschaften (1973 in Deventer, 1974 in Inzell, 1975 in Oslo und 1976 in Heerenveen) teil. Seine beste Platzierung dabei errang er im Jahr 1975 mit dem 18. Platz im Großen Vierkampf. Zudem startete er bei vier Sprintweltmeisterschaften (1974 in Innsbruck, 1975 in Göteborg, 1976 in Berlin und 1979 in Inzell). Dabei erreichte er im Jahr 1975 mit dem 15. Platz seine beste Platzierung. Bei seiner einzigen Teilnahme an Olympischen Winterspielen im Februar 1980 in Lake Placid belegte er den 31. Platz über 500 m, den 25. Rang über 1500 m und den 24. Platz über 1000 m.

## Erfolge

### Olympische Spiele
- 1980 Lake Placid: 24. Platz 1000 m, 25. Platz 1500 m, 31. Platz 500 m

### Mehrkampf-Weltmeisterschaften
- 1972 Oslo: 26. Platz Großer Vierkampf
- 1973 Deventer: 20. Platz Großer Vierkampf
- 1974 Inzell: 19. Platz Großer Vierkampf
- 1975 Oslo: 18. Platz Großer Vierkampf
- 1976 Heerenveen: 25. Platz Großer Vierkampf

### Sprint-Weltmeisterschaften
- 1972 Eskilstuna: 24. Platz Sprint-Mehrkampf
- 1974 Innsbruck: 23. Platz Sprint-Mehrkampf
- 1975 Göteborg: 15. Platz Sprint-Mehrkampf
- 1976 Berlin: 21. Platz Sprint-Mehrkampf
- 1979 Inzell: 25. Platz Sprint-Mehrkampf

## Persönliche Bestleistungen
| Disziplin | Zeit         | Datum             | Ort         |
| --------- | ------------ | ----------------- | ----------- |
| 500 m     | 39,19 s      | 8. März 1979      | Ürümqi      |
| 1000 m    | 1:19,90 min  | 17. Februar 1979  | Inzell      |
| 1500 m    | 2:01,97 min  | 18. Dezember 1980 | Fujiyoshida |
| 3000 m    | 4:32,30 min  | 18. Dezember 1980 | Fujiyoshida |
| 5000 m    | 7:41,70 min  | 12. Dezember 1977 | Matsumoto   |
| 10.000 m  | 16:16,88 min | 9. März 1979      | Ürümqi      |